# Nikolai Rîjkov

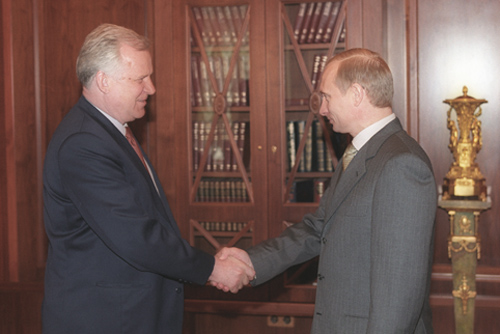
Nikolai Rîjkov cu Vladimir Putin în 2000.

Nikolai Rîjkov (n. 28 septembrie 1929, Dîliivka⁠(d), Toretsk City council⁠(d), RSS Ucraineană, URSS – d. 28 februarie 2024, Moscova, Rusia) a fost un om politic rus, fost comunist, care a îndeplinit funcția de prim-ministru al URSS între 27 septembrie 1985 și 14 ianuarie 1991. Este considerat unul din promotorii mișcării Perestroika, de democratizare a Uniunii Sovietice.